# ألفيانيلو
ألفيانيلو(بالبريشية:فيانيل) هي بلدة تقع مقاطعة بريشيا ،في لومباردي ، شمال إيطاليا.